# Carlos Jiménez Canito
Carlos Jiménez Canito (Ceuta, c. 1891- Murcia, 1939) fue un militar español.

## Biografía
Nacido en el seno de una familia militar, ingresó en el Ejército en 1910. Durante el primer bienio de la Segunda República fue gobernador civil de Segovia, entre 1931 y 1933. Desde este cargo habría mantenido varios conflictos con las fuerzas conservadoras locales. En la primavera de 1936 fue objetivo de pistoleros derechistas, siendo víctima de algún atentado.
Tras el estallido de la Guerra civil se mantuvo fiel a la República y llegó a ejercer como gobernador civil de Murcia, entre agosto y octubre de 1936. En los primeros meses de la guerra mandó varias unidades de milicias. Posteriormente mandaría la 23.ª División, ostentando el rango de teniente coronel. Hacia el final de la contienda ejercía el cargo de gobernador militar de Murcia; detenido por los franquistas, fue juzgado y ejecutado por los vencedores.